# Philodromus legae
Philodromus legae là một loài nhện trong họ Philodromidae.
Loài này thuộc chi Philodromus. Philodromus legae được Lodovico di Caporiacco miêu tả năm 1941.